# Josef Maria Camenzind
Josef Maria Camenzind (* 27. Februar 1904 in Gersau; † 19. September 1984 im Missionshaus Bethlehem zu Immensee, Gemeinde Küssnacht am Rigi) war ein Schweizer katholischer Geistlicher und Schriftsteller.

## Leben
Camenzind studierte am Priesterseminar der Missionsgesellschaft Bethlehem (SMB) in Wolhusen und empfing 1931 die Priesterweihe. Danach war er für diese Brudergemeinschaft als Redakteur und Regens, für das Internat Immensee als Spiritual und Religionslehrer tätig.
Camenzinds schriftstellerisches Vorbild war Heinrich Federer. Viele seiner Werke stehen in der Tradition dieses Volkserzählers und sind dem christlichen Glauben verhaftet. Mehr als die Hälfte von Camenzinds Erzählungen sind stark autobiographisch gefärbt, einige Bücher tragen dorfhistorischen Charakter (Gersau) und zwei Werke stellen seine missionarische Heimat (Mandschurei) ins Zentrum.
Mit seinen Jugenderinnerungen knüpft er an die schweizerischen Dorfgeschichten des 19. Jahrhunderts an. Seine frühe, oft idyllische Heimatliteratur gehört in die Zeit der Geistigen Landesverteidigung, schliesst aber eine kritische Betrachtungsweise nicht aus. Nach dem Zweiten Weltkrieg erzählt Camenzind, der nicht nur für die kleine Welt seines Dorfes einen Sinn hat, wie Fremde in Gersau und Gersauer in der Fremde bereits im 19. Jahrhundert eine Orientierung auch nach aussen, nach dem europäischen Ausland, vermittelt haben. Diese Offenheit für die Welt lässt ihn zudem mit Sensibilität und Empathie in das in der ersten Hälfte des 20. Jahrhunderts von Kriegswirren, Banditenunwesen und Naturkatastrophen heimgesuchte Nordostchina eintauchen, wo seine Mitbrüder der Missionsgesellschaft Bethlehem und Ingenbohler Schwestern seelsorgerlich und vorbehaltlos humanitär wirken.
Camenzind war einer der letzten Vertreter einer Erzähltradition, die sich noch an eine kirchlich verwurzelte, von hektischem und multimedialem Literaturbetrieb nicht beeinflusste Leserschaft richtet. Seine Werke sind deshalb und auch als historische Zeugnisse lesenswerte Zeitdokumente.
Camenzind wurde für sein Werk 1935 und 1954 durch die Schweizerische Schillerstiftung geehrt und erhielt 1971 den Literaturpreis der Innerschweiz als «Dichter der Heimat und der Welt».

## Werke

### Hauptwerke
- Mein Dorf am See (1934)
- Die Stimme des Berges (1936)
- Ein Stubenhocker fährt nach Asien (1939)
- Jugend am See (1940)
- Schiffmeister Balz (1941)
- Die Brüder Sagenmatt (1943)
- Der Sohn des Vagabunden (1951)
- Europa im Dorf (1951)
- Majestäten und Vaganten (1953)
- Das Jahr ohne Mutter [Neubearbeitung und Erweiterung von Die Brüder Sagenmatt] (1958)
- Marcel und Michael (1959)
- Da-Kai (1959)
- So war es damals (1976)
- Heimat zwischen Krieg und Frieden (1976)
- Zwischen Stürmen und Sternen (1978)
- Arme und doch reiche Tage (1982)

### Übersetzungen
- De roep van den Rigi [Niederländische Übersetzung von Die Stimme des Berges] (1946)
- Schipper Balz [Niederländische Übersetzung von Schiffmeister Balz] (1948)
- Nostalgia peligrosa [Spanische Übersetzung von Die Brüder Sagenmatt] (1948)
- Da Kai: romanzo manciuriano [Italienische Übersetzung von Da Kai] (1965)

### Erzählungen aus den Hauptwerken in Auswahlbänden
- Mein Dorf am See (1956)
- Der Kurgast aus Berlin (1964)
- Geschichten aus meinem Dorf am See (1966)
- Im Dorf am See (1976)
- Der Junge aus der Mühle (1979)

### Erzählungen aus den Hauptwerken in eigenständigen Ausgaben
- Ein Schützenfest (1937)
- Der «liebe Gott» aus Irland (1942)
- Eines heimlichen Besuches unheimlicher Ausgang (1944)
- Zwischen Amur und Sungari (1948)
- Der Marzelli und die Königin von Holland (1954)
- Der Allora (1956)

### Posthum erschienen
- Vom Rigi in die Mandschurei. Eine Textauswahl. Herausgegeben von Andreas Schenker und Heinrich Geisser. Schweizer Texte, Neue Folge, Band 30. Chronos, Zürich 2009, ISBN 978-3-0340-0959-1.

## Bibliographie
- Andreas Schenker: Bibliographie Josef Maria Camenzind SMB (1904–1984). Redaktor und Schriftsteller. Missionsgesellschaft Bethlehem, Immensee 2009.

## Ausstellung
- Camenzind-Stübchen im Ortsmuseum des Alten Rathauses von Gersau: Die Dauerausstellung eröffnet Einblicke in das Leben und Schaffen des Dichters. Eingeschränkte Öffnungszeiten, Informationen